# Ernest Tubb
Ernest Dale Tubb (født 9. februar 1914, død 6. september 1984), også kendt som The Texas Troubadour, var en amerikansk sanger og sangskriver. Han var en af pionererne inden for country-musikken.
Det største hit i hans karriere var "Walking the Floor Over You" fra 1941, som markerede begyndelsen på honky-tonk-stilen. Han var den første, der fik et pladehit med den senere så kendte julesang "Blue Christmas", som han hittede med i vinteren 1948–49. "Blue Christmas" forbinder de fleste i dag med Elvis Presleys indspilning fra 1957, der var i en lidt mere rockende udgave og havde et vers mindre end Tubbs version. Et andet velkendt Tubb-hit var "Waltz Across Texas"  fra 1965, skrevet af hans nevø Quanah Talmadge Tubb (Billy Talmadge), som blev en af hans mest efterspurgte sange og ofte bruges på dansesteder i Texas til valseundervisning. Tubb indspillede duetter med den på det tidspunkt spirende stjerne, Loretta Lynn, i begyndelsen af 1960'erne, heriblandt deres hit "Sweet Thang". 

## Hæder
Ernest Tubb har en stjerne på Hollywood Walk of Fame ud for adressen 1751 Vine Street. Han er også optaget i Country Music Hall of Fame.